# Synagoge (Murska Sobota)

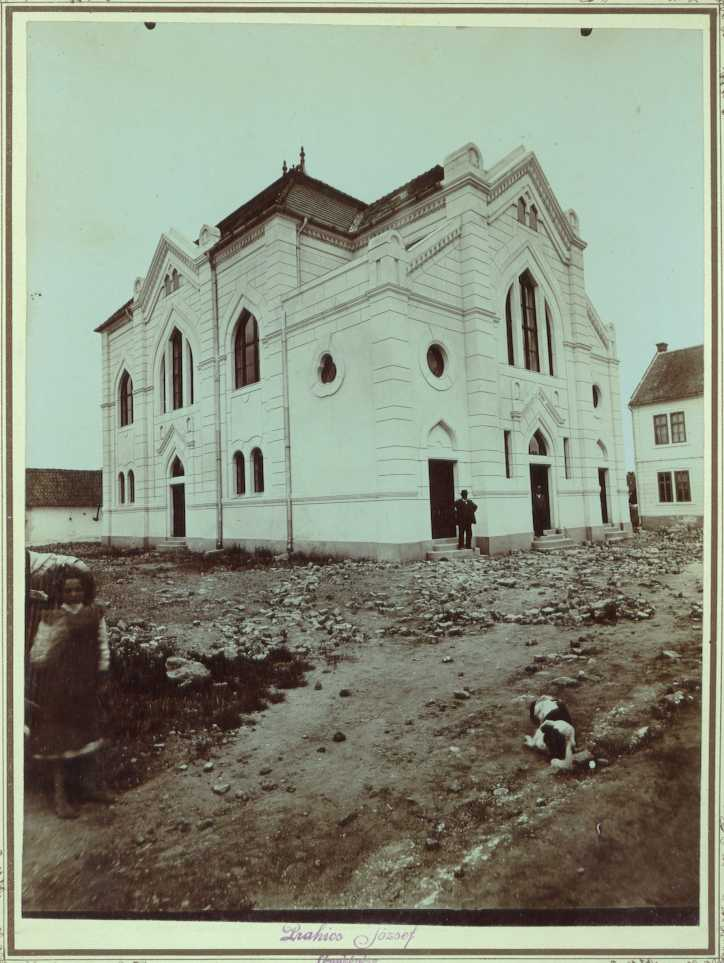
Synagoge, circa 1922

Die Synagoge in der slowenischen Stadt Murska Sobota wurde 1907/08 gebaut und 1954 abgerissen.

## Geschichte
Eine seit 1860 in einem Privathaus untergebrachte Synagoge (das Haus wurde 1995 abgerissen) war um die Jahrhundertwende zu klein geworden. Daher wurde der Architekt Lipót Baumhorn mit dem Bau einer neuen Synagoge beauftragt. Diese wurde 1907–1908 errichtet. Nach der Ermordung der jüdischen Bevölkerung im Holocaust ließen die staatlichen Behörden das nicht mehr genutzte Gebäude 1954 abreißen. An seine Stelle wurde ein Wohnblock errichtet. Lediglich die Eingangstür befindet sich im örtlichen Museum und die Sitzbänke und Kronleuchter sind heute in der protestantischen Kirche des nahegelegenen Dorfes Selo.

## Architektur

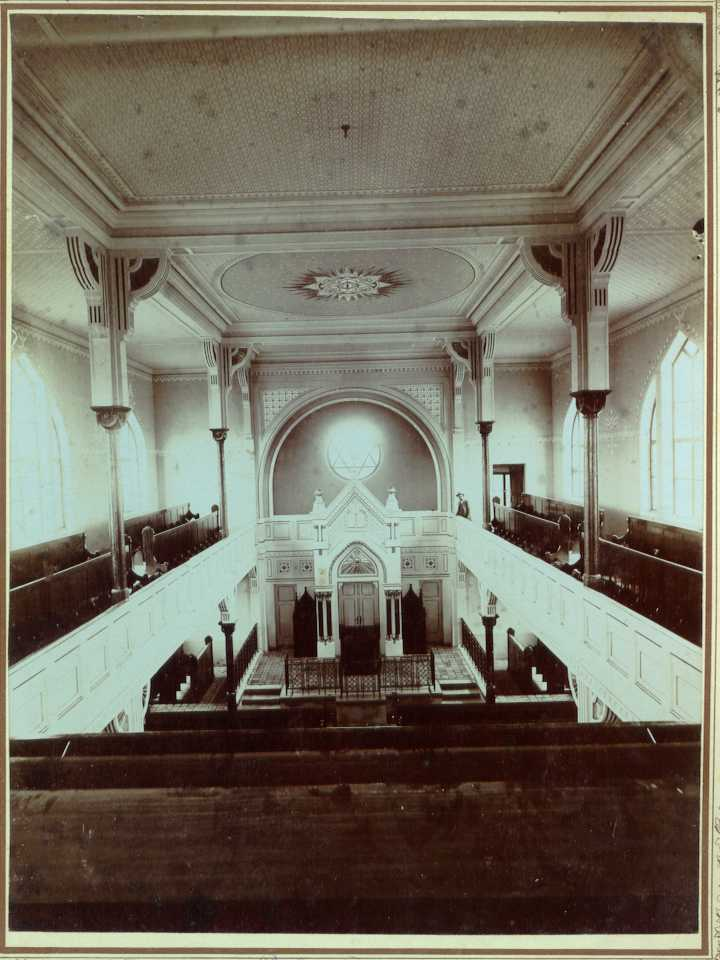
Innenraum der Synagoge, circa 1922

Das Gebäude hatte, wie auf Bildern und den Plänen zu sehen ist, mehrere Eingänge. Der Haupteingang im Westen führte zu einem Vorraum und von dem in den Hauptraum, den Männergebetsraum. Rechts und links davon waren zwei Türen zu Treppen, die zur Frauenempore führten. Die Empore umlief drei Seiten des Raumes. Lediglich die Ostseite blieb frei. Hier befanden sich der Toraschrein und davor die Bima. Diese Anordnung, bei der die Bima nicht in der Raummitte steht, ist für Synagogen des Reformjudentums typisch.
Neben den Eingängen im Westen waren auch an der Nord- und Südseite Eingänge.